# Harfuix
Harfuix fou una nissaga d'emirs xiïtes de la regió libanesa de Baalbek durant l'època otomana.
Els seus orígens són incerts però apareixen ja sòlidament instal·lats a la segona meitat del segle XVI. Musa Harfuix va conspirar amb altres senyors veïns contra Korkmaz Maan del Xuf (1584-1585). El va succeir Yunis Harfuix. Fakhr al-Din II va conspirar contra el senyor de Baalbek i el Djabal Amil, Ali Harfuix, i contra el senyor Mansur Furraykh de la Bekaa, aliats de l'amir kurd i governador de la regió de Trípoli, Yusuf Sayfa; aquests dos senyors foren capturats i executats (vers 1595) per Murad Paixà governador otomà de Damasc i llavors Fakhr al-Din va envair i ocupar la Bekaa i va fer la pau amb Musa Harfush de Baalbek (successor d'Ali Harfush) que va esdevenir el seu aliat.
El 1850 Muhammad Harfuix es va revoltar contra els otomans que van exercir una forta repressió i van deposar els Harfuix. Però encara van conservar una gran influència a la regió de Baalbek fins a la reorganització provincial otomana del 1864, i no foren eliminats fins al 1866. Les restes de la família van quedar reduïdes a la misèria.
La seva bandera era verda.